# 유성 치경 설측 마찰음
유성 치경 설측 마찰음(有聲 齒莖 舌側 摩擦音)은 자음의 종류 중 하나다. 국제 음성 기호에서는 이 소리를 ɮ로 나타낸다.

## 발음의 예
- 줄루어: dl에서 이 소리가 난다.
- 코사어: dl에서 이완음으로 난다.

## 같이 보기
- 무성 치경 설측 마찰음
- 유성 치경 설측 파찰음